# Einloch-Kassette
Die Einloch-Kassette war ein Konzept einer Hifi-tauglichen Magnetbandkassette von Philips für private Endkunden. Band und Bandgeschwindigkeit waren identisch mit der Kompaktkassette, die den Vorzug erhielt.

## Geschichte
Der niederländische Konzern Philips arbeitete seit 1961 in seiner Wiener Tonbandgeräte-Fabrik, der WIRAG, an der Entwicklung einer HiFi-tauglichen Kassette. Das Wiener Werk hatte Erfahrung mit der Entwicklung und Produktion von Diktiersystemen mit Einlochkassetten. Auf dieser Grundlage sollte die neue Kassette als hochwertiges Tonband-System für den Heimgebrauch entstehen. An der Entwicklung waren neben Philips sowohl die Grundig AG wie auch die mit Philips verbundenen Plattenfirmen, die Philips Phonographische Industrie und die Deutsche Grammophon Gesellschaft, beteiligt.
Gleichzeitig entwickelte ein belgisches Philips-Team in Eindhoven eine Zweiloch-Kassette unter der Bezeichnung Pocket Recorder, für die sich die Geschäftsleitung von Philips entschied und die als Kompaktkassette auf den Markt kam.
Philips informierte den Kooperationspartner Grundig erst spät über die Entscheidung und unterbreitete Grundig im Gegenzug das Angebot, sich am Pocket Recorder zu beteiligen. Grundig war darüber wenig erfreut und ließ auf Grundlage der Konstruktionszeichnungen der Kompaktkassette das Konkurrenzsystem DC-International entwickeln, das 1965 vorgestellt und schon 1967 wieder vom Markt genommen wurde.
1948 hatte die Entwicklung des Minifon von Protona begonnen, das ebenfalls beide Bandwickel in der Kassette enthielt.

## Technik
Die Einloch-Kassette benutzte wie die Kompaktkassette ein nur 3,81 mm (= 0,15 Zoll) breites Band bei einer halbierten Bandgeschwindigkeit von 1⅞ Zoll = 4,7625 cm pro Sekunde, gerundet: 4,75 cm/s. Um das Band wieder in die Kassette zu wickeln, erhielt die Einloch-Kassette auf ihrem eingebauten Bandwickel ein Hohlrad mit 8 Zähnen zur Traktion, was das eine Loch darstellt. Die zweite Wickelrolle ist Bestandteil des Bandgerätes, wodurch die Kassette erst entnommen werden kann, wenn sie vollständig zurückgespult wurde. Der im Gerät untergebrachte zweite Bandwickel erhöht den Platzbedarf dort, macht die Kassette hingegen kompakter. Das Laufwerk ist eine aufwändigere Konstruktion, da das Band erst von der eingelegten Kassette auf die Wickelrolle im Laufwerk transportiert wird.
Für die Datensicherung waren diese Eigenschaften keine Nachteile. Mit 3⅓× breiterem Band, digitaler Aufzeichnung und geänderter Traktion erlebte das Konzept der Einloch-Kassette nach mehr als 35 Jahren eine Renaissance im Linear Tape Open (LTO).